# Йосиповцы (Винницкая область)
Йосиповцы (укр. Йосипівці) — село на Украине, находится в Барском районе Винницкой области. Прежние названия — Ястремец, Юзвенки.
Код КОАТУУ — 0520280205. Население по переписи 2001 года составляет 134 человека. Почтовый индекс — 23000. Телефонный код — 4341. Занимает площадь 0,42 км².

## История
- В 1945 г. Указом Президиума ВС УССР село Юзвенцы переименовано в Йосиповцы[1].

## Адрес местного совета
23006, Винницкая область, Барский р-н, с. Балки, ул. Ленина, 36